# Parafia św. Faustyny Kowalskiej w Sękocinie Starym
Parafia pw. Świętej Faustyny Kowalskiej w Sękocinie Starym – parafia rzymskokatolicka należąca do dekanatu raszyńskiego, archidiecezji warszawskiej, metropolii warszawskiej Kościoła katolickiego.